# Lieusaint (Sena e Marne)
Lieusaint é uma comuna francesa localizada na região administrativa da Île-de-France, no departamento Sena e Marne. A comuna possui 5200 habitantes segundo o censo de 1990.
A comuna é servida por uma estação do RER D.

## Comunas limítrofes
As comunas limítrofes são:
- Moissy-Cramayel
- Savigny-le-Temple
- Tigery
- Combs-la-Ville